# FC Montceau Bourgogne
Câu lạc bộ bóng đá Montceau Bourgogne là một đội bóng đá Pháp được thành lập vào năm 1948. Đội có trụ sở tại Montceau-les-Mines, Bourgogne, Pháp và hiện đang chơi ở Championnat National 3. Đội chơi tại Stade des Alouettes ở Montceau-les-Mines, có sức chứa 6.000.

## Coupe de France 2006-2007
Ở tứ kết Coupe de France 2007, Đội hạng 4 Montceau đã gây chú ý khi đánh bại Lens 1-0, lúc đó đang ở vị trí thứ 2 tại Ligue 1. Trong cùng một mùa giải, Montceau cũng đánh bại Bordeaux, một đội bóng khác của Ligue 1. Cuối cùng, đội đã thua trận bán kết trước FC Sochaux-Montbéliard 2-0.

## liên kết ngoài
- Trang web chính thức của FC Montceau Bourgogne